# Chichirichachi
Chichirichachi fue un espacio radiofónico despertador emitido por Radio 3 de Radio Nacional de España entre los años 1997 y 1999, dirigido y presentado por Sara Vítores y Juan Suárez, a partir de una idea y con la producción general de Carlos Faraco. Tuvo como guionista, además de los tres radiofonistas mencionados, a Carlos Hurtado. Se componía de contenidos más o menos fantásticos, entrevistas, ruedas de participación de audiencia y un 80% de música contemporánea. Tenía una duración de 180 minutos de lunes a viernes, entre las 7 y las 10 de la mañana. Algunas de sus emisiones fueron recuperadas con motivo de los 30 años de Radio 3.

## Sintonía, secciones y contenidos
Aunque en el Chichirichachi nada era inconmovible ni intocable, la sintonía habitual fue el tema Golden brown del grupo The Stranglers. Como espacio despertador inusual e innovador, el Chichirichachi, además de su contenido esencialmente musical, ponía en antena secciones periódicas como las "Señales horarias musicales y anacrónicas" (7 y 27; 8 y Medio –despertador Chichiri-Fellini)–; 9 y 20-té; etcétera); microrrelatos seriados como los Saltos de cama, Teletolay (con los personajes encriptados Troll y Mug), Rulos musicales ("...he perdido un rulo durmiendo"); o colecciones radiofónicas de temporada como las Cartas de amor de verano; y las populares Canciones de Chichirichachi –interpretadas por los componentes del equipo de producción, realización, gestión y dirección del programa. Casi todos ellos diseñados dentro del campo de la producción radiofónica creativa.

## Transición en Radio 3
Con el cambio en la dirección general de RTVE –y en consecuencia, en RNE y Radio 3–, el nuevo diseño de Federico Volpini Sisó suspendió la programación del despertador y sus componentes pasaron a encabezar la creación y realización del primer serial de esa emisora juvenil, Siritinga.